# Karlheinz Tafel
Karlheinz Tafel (* 15. Juli 1948 in Bonn; † 28. April 2012 ebenda) war ein deutscher Schauspieler, Hörspiel- und Synchronsprecher.

## Leben
Karlheinz Tafel begann nach dem Abitur ein Studium in den Fachrichtungen Germanistik und Theaterwissenschaft, führte dieses jedoch nicht zu Ende. Stattdessen machte er eine Schauspielausbildung, die er mit einem Diplom abschloss. Im Anschluss an diese Ausbildung sammelte er Erfahrungen im Bereich des Theaters, so stand er während einer Tournee auf mehreren Bühnen, beispielsweise am Stadttheater, am Volkstheater, beim Kindertheater und am kleinen Zimmertheater.
Später betätigte er sich auch als Regisseur in Bonn und Würzburg. Tafel ergriff die Gelegenheit, an der letzten Mikrofonprobe beim WDR teilzunehmen und kam dadurch zu seiner Karriere als Rundfunk- und Hörspielsprecher. Für diese Tätigkeit erhielt er einige nationale und internationale Preise für Produktionen (Hörspiel, Feature, Trailer und Fernsehdokumentationen).
Er lieh unter anderem der Rolle des Sir James Powell in der Hörspielserie Geisterjäger John Sinclair seine Stimme.
Karlheinz Tafel verstarb am 28. April 2012 im Alter von 63 Jahren in seinem Wohnort Bonn.

## Werke (Auswahl)
Filme
- 1978: Lady Audleys Geheimnis (TV-Miniserie)
- 2006: Das hässliche Entlein & ich (Zeichentrickfilm)

Videospiele
- 1997: The Curse of Monkey Island (als Murray)
- 2000: X: Beyond the Frontier
- 2000: Cultures: Die Entdeckung Vinlands
- 2002: Enclave
- 2002: Cultures 2: Die Tore Asgards
- 2003: Prince of Persia: The Sands of Time
- 2007: Overclocked – Eine Geschichte über Gewalt

Hörbücher und Hörspiele
- 1999: Ken Follett: Die Säulen der Erde – Regie: Leonhard Koppelmann (Hörspiel (9 Teile) – WDR)
- 2011: Alexandra David-Néel, die Frau vom Dach der Welt, Reader’s Digest Deutschland, Schweiz, Österreich
- 2011: Das Grauen aus dem Eis, Romantruhe Audio
- 2011: Pompeji, Random House Audio
- 2012: Der Horrorgarten des Samurais, Romantruhe Audio
- 2012: Die Rückkehr der Mumie, Romantruhe Audio
- 2012: Die Stunde des Henkers, Romantruhe Audio
- 2012: Im Höllensumpf der Kannibalen, Romantruhe Audio
- 2012: Vaterland, Random House Audio
- 2012: Venedig sehen und sterben, Romantruhe Audio